# Achelous isolamargaritensis
Achelous isolamargaritensis is een krabbensoort uit de familie van de Portunidae. De wetenschappelijke naam van de soort is voor het eerst geldig gepubliceerd in 1968 door Türkay.